# Nomograma

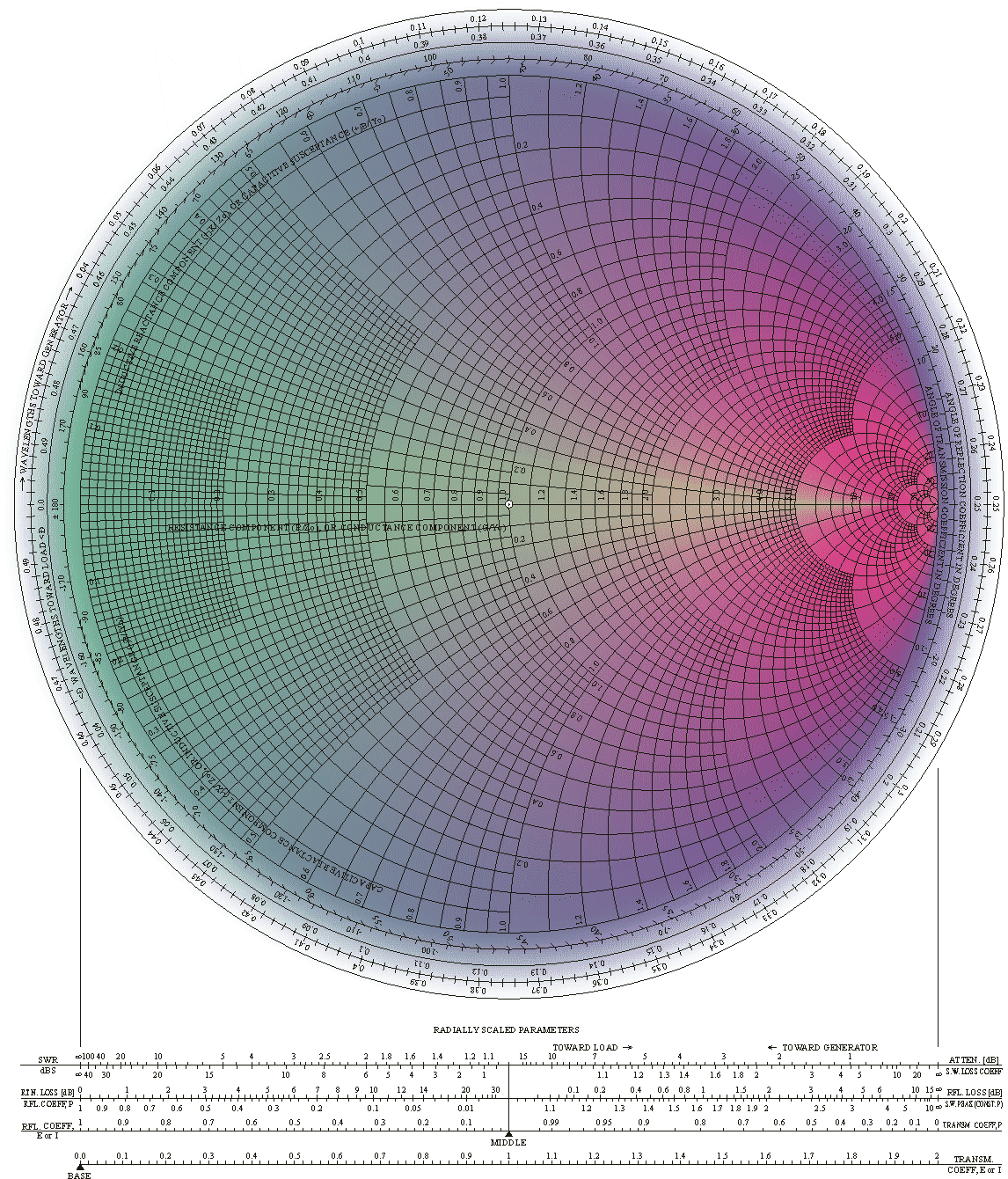
El gràfic o carta de Smith mostra la relació existent entre la impedància d'una línia de transmissió electromagnètica i la seva longitud

Un nomograma és un instrument gràfic de càlcul, un diagrama bidimensional que permet el còmput gràfic i aproximat d'una funció de qualsevol nombre de variables. En la seva concepció més general, el nomograma representa simultàniament el conjunt de les equacions que defineixen determinat problema i la diferència global de les seves solucions. El seu nom li fou donat pel matemàtic i enginyer francès Philbert Maurice d'Ocagne, qui va fundar la nomografia en un tractat de 1899.
Es tracta d'un instrument de càlcul analògic, com ho és el regle de càlcul, per a utilitzar segments continus de línies per a representar els valors numèrics discrets que poden assumir les variables. Conseqüència d'això és que la seva precisió sigui limitada, venint determinada pel detall amb què es puguin fer, reproduir, alinear i percebre les marques o punts concrets que constitueixen les escales de valors corresponents. Els nomogrames solien utilitzar, en casos en què l'obtenció d'una resposta exacta era impossible o molt inconvenient (càlculs d'enginyeria complicats que hagin de realitzar-se en campanya o a peu d'obra, situacions repetitives amb lleugera modificació dels valors de les variables, etc.), mentre que l'obtenció d'una solució aproximada era suficient i molt desitjable.